# Функция потребления
Функция потребления — функция, описывающая взаимосвязь между потреблением и располагаемым доходом.

## Определение
Функция потребления — это функция, описывающая взаимосвязь между потреблением и располагаемым доходом.
Алгебраически это означает {\displaystyle C=f(Y_{d})}, где {\displaystyle f\colon \mathbb {R} \to \mathbb {R} } — это функция, которая связывает уровни располагаемого дохода {\displaystyle Y_{d}} (доход после обязательных платежей, таких как налоги и трансфертные платежи) с уровнями потребления {\displaystyle C}.

## Кейнс и предшественники
Как таковое, понятие функции потребления было введено в макроэкономику Джоном Мейнардом Кейнсом в работе «Общая теория занятости, процента и денег», опубликованной в 1936 году. Понятие было постепенно выработано в ходе ряда исследований, опубликованных начиная с февраля 1932 года. Кейнс использовал функцию в модели текущего потребления, связанного с доходом домашних хозяйств.

### Функция потребления И. Фишера
Непосредственным предшественником Кейнса, исследовавшим вопрос зависимости потребления от располагаемого дохода, был Ирвинг Фишер. В работе «The Theory of Interest» (1930) он развил теорию межвременного выбора, где показал, что на протяжении своей жизни люди берут или дают взаймы, чтобы «сгладить» уровень потребления на протяжении своей жизни. По словам Р. Талера и Р. Диманда, Фишер не только предвосхитил гипотезы жизненного цикла и постоянного дохода, но и их критику со стороны поведенческой экономики.
По Фишеру, потребление зависит от текущей стоимости дохода в данном периоде и дисконтированной стоимости будущего дохода:
{\displaystyle C=Y_{1}+{\frac {Y_{2}}{1+r}}},
где {\displaystyle r} — процентная ставка, {\displaystyle Y_{1}} — располагаемый доход текущего периода, {\displaystyle Y_{2}} — располагаемый доход в будущем.

### Кейнсианская функция потребления
Простейшей формой кейнсианской функции потребления является функция линейного потребления:
{\displaystyle C=a+b\times Y_{d}},
где {\displaystyle a} — автономное потребление, которое не зависит от располагаемого дохода; другими словами, потребление при доходе, равном нулю. {\displaystyle b\times Y_{d}} — это индуцированное потребление, которое зависит от уровня доходов. Параметр {\displaystyle b} — предельная склонность к потреблению, который показывает, насколько увеличивается потребление при увеличении располагаемого дохода, то есть {\displaystyle \partial C/\partial Y_{d}=b}. Геометрически {\displaystyle b} — это наклон функции потребления. Одно из основных допущений экономической теории Кейнса заключается в том, что этот параметр является положительным, но меньшим, чем единица, то есть {\displaystyle b\in (0,1)}: «Основной психологический закон … состоит в том, что люди склонны, как правило, увеличивать свое потребление с ростом дохода, но не в той же мере, в какой растет доход».

## Критика кейнсианской функции и последующее развитие
Критика со стороны С. Кузнеца
В работе 1946 года «National Product since 1869», обобщающей статистические данные об экономике США за 1869—1940 годы, Саймон Кузнец показал, что функция потребления, предложенная Кейнсом, верна для короткого периода, но не оправдывается в длительном. Как показал Кузнец, долгосрочный рост доходов не приводил к снижению доли потребления в доходах.
Критика со стороны Кузнеца привела к развитию гипотезы перманентного дохода Милтона Фридмана и гипотезы жизненного цикла Ричарда Брумберга и Франко Модильяни. Модильяни и Брумберг (1954) пытались развить теоретическое понимание функции потребления на основе анализа доходов, получаемых потребителями на протяжении всей их жизни. Фридман получил Нобелевскую премию за свою книгу «Теория функции потребления» (1957), в которой представлены несколько различных определений постоянного дохода.

### Функция потребления Модильяни
Совокупная функция потребления Модильяни и Брумберга в гипотезе жизненного цикла:
{\displaystyle C=\alpha W+\beta Y},
где {\displaystyle \alpha } — предельная склонность к потреблению по накопленному богатству, {\displaystyle \beta } — предельная склонность к потреблению по доходу(убывает по мере приближения выхода на пенсию, см. гипотезу жизн. цикла по ссылке выше),
{\displaystyle W} — располагаемое богатство, {\displaystyle Y} — ожидаемый доход.

### Функция потребления Фридмена
Потребление, по Фридмену, пропорционально постоянному (перманентному) доходу:
{\displaystyle C=aY_{p}},
где {\displaystyle a} — постоянный коэффициент, {\displaystyle Y_{p}} — ожидаемый постоянный доход.

### Анализ в поведенческой экономике
В последнее время в рамках поведенческой экономики проводятся исследования, основанные на работе Джеймса Дьюзенберри 1949 года об относительных потребительских расходах. Согласно гипотезе относительного дохода Дьюзенберри, доля доходов, которую индивид расходует на потребление, зависит не от их абсолютной величины, а от относительного положения индивида в иерархии распределения доходов. В этих исследованиях поведенческие принципы рассматриваются в качестве микроэкономической основы для анализа агрегированной функции потребления.

### Функция потребления Р. Холла
Функция потребления Р. Холла в модели перманентного дохода определяется процессом случайных блужданий:
{\displaystyle C_{+1}=C+e_{+1}},
то есть оценка домохозяйства своего перманентного дохода в этом периоде является лучшей оценкой перманентного дохода в будущем периоде. Потребление следующего периода {\displaystyle C_{+1}} равно сумме потребления текущего периода {\displaystyle C} и случайной величины {\displaystyle e_{+1}}, определяющей непредвиденные шоки будущего периода.